# Tarzan Triumphant
Tarzan Triumphant (Brasil: Tarzan Triunfante / Portugal: Tarzan, O Triunfante) é um romance de autoria do escritor norte-americano Edgar Rice Burroughs. Publicado em 1932, é o décimo-quinto de uma série de vinte e quatro livros sobre o personagem Tarzan.

## Resumo
Há dois mil anos, após a morte do apóstolo Paulo, um seu seguidor, Augustus, o Efésio, compra ou converte uma bela e jovem escrava de uma tribo bárbara. Em seguida, ambos desaparecem África adentro.
Nos dias atuais, o destino leva diversos forasteiros até a selva de Tarzan: 
- Lady Barbara Collis, aviadora, fica sem combustível e se perde nas Montanhas Ghenzi. Dentro de uma cratera vulcânica, ela se depara  com os Midianitas, um povo descendente de Augustus que pratica uma paródia do Cristianismo. Eles são ignorantes, supersticiosos e adeptos de sacrifícios humanos.
- Em um barco que navega pelo Oceano Atlântico, o geólogo Lafayette Smith fica amigo de Danny "Gunner" Patrick, um criminoso em fuga. Eles se juntam a um safari, porém Smith perde-se na mata.
- Em Moscou, Josef Stalin encarrega Leon Stabuch de assassinar Tarzan, que frustrara o plano comunista de dominar o mundo.

Ao desembarcar na África, Stabuch fica apaixonado pela também comunista Dominic Capietro, desertora do exército italiano, que lidera um sanguinário bando de shiftas. Essa corja ataca tribos que pediram ajuda a Tarzan para livrar suas terras de tais indesejáveis intrusos.
- Lord Passmore, um enigmático caçador inglês, é o último personagem da aventura que vai se desenrolar nos domínios do homem-macaco.[1]

- *** Ver Tarzan the Invincible

## História editorial
A obra foi escrita de 27 de fevereiro a 20 de maio de 1931, com o título de "Tarzan and the Raiders".
Apareceu inicialmente na revista pulp Blue Book Magazine, em seis edições consecutivas, de outubro de 1931 a março de 1932, intitulada "The Triumph of Tarzan". Laurence Herndon desenhou as capas do primeiro e terceiro números, enquanto Frank Hoban se encarregou das ilustrações internas.
A primeira edição em livro (capa dura) foi publicada pela Edgar Rice Burroughs, Inc., em 1 de setembro de 1932, data em que Burroughs completava cinquenta e sete anos de idade. Studley Burroughs, seu sobrinho, é o autor da sobrecapa, do frontispício e de quatro ilustrações internas.
No Brasil, o romance saiu primeiramente pela Companhia Editora Nacional em 1937, com tiragem de doze mil exemplares, dentro da apreciada coleção Terramarear, onde recebeu o número 53. Quatro outras reimpressões foram lançadas no mercado, entre 1947 e 1959, com tiragens de dez mil unidades cada, com exceção da última, com cinco mil.
Em 1959, a CODIL - Cia. Distribuidora de Livros lançou um pacote com doze aventuras de Tarzan, ilustradas por Manoel Victor Filho. Tarzan Triumphs era uma delas, com o título levemente alterado para Tarzan, O Triunfante.
Ainda no Brasil, a Editora Record publicou a história em 1971, com tradução de Paulo Nasser e capa de Burne Hogarth, juntamente com sete outras. A tiragem foi de cinco mil exemplares.
Em Portugal, o romance foi editado pela Portugal Press, de Lisboa, que publicou todas as vinte e quatro obras que Burroughs escreveu sobre o rei da jângal.

## Adaptações

### Quadrinhos
A primeira quadrinização foi na forma de tiras diárias, como era costumeiro. Com o título de "Tarzan and the Fire Gods", ilustrações de Rex Maxon e roteiro de Don Garden, as tiras saíram nos jornais no período de 25 de fevereiro a 1 de setembro de 1935.
A Gold Key lançou a versão para quadrinhos nas edições de junho e julho de 1969 de "Tarzan of the Apes". Doug Wildey ilustrou e Gaylord Du Bois escreveu o roteiro.

### Cinema
Apesar do título, o filme Tarzan Triumphs, produção de 1943 da RKO, não é baseado neste livro.